# Ghiacciaio del Belvedere
Il ghiacciaio del Belvedere è un ghiacciaio alpino situato nel territorio di Macugnaga in valle Anzasca, sul versante est del Monte Rosa.

## Caratteristiche
La lunga lingua glaciale del Belvedere è alimentata dai soprastanti ghiacciai della Nordend, del Monte Rosa e del Signal, distendendosi lungo il versante settentrionale delle punte Grober e Tre Amici, e quello orientale delle punte Gnifetti, Zumstein, Dufour, Nordend e dello Jägerhorn.
Esso ha origine a circa 4400–4500 m s.l.m., e spinge il suo fronte fino a circa 1800 m. È uno dei pochi ghiacciai alpini in avanzata; si suppone che questo fenomeno, peraltro presente solo dal 2001, in controtendenza rispetto al generale regresso dei ghiacciai alpini, sia dovuto all'aumento della temperatura del ghiaccio nelle zone superiori della parete est del Monte Rosa. Ciò determinerebbe un progressivo scivolamento della massa glaciale verso il basso originando il fenomeno di surge o piena glaciale. Sempre dal 2001 si può notare il discontinuo formarsi di un piccolo lago, di dimensioni variabili e transitorie che, appunto per queste caratteristiche, viene chiamato lago Effimero.
Nel 2012 è stata scoperta una grotta nel ghiaccio da contatto ribattezzata Effimera, profonda 78 m e di oltre 500 m di lunghezza.